# 김진형 (축구인)
김진형(한국 한자: 金鎭亨, 1969년 4월 10일 ~ )은 대한민국의 전 축구 선수이며, 포지션은 수비수였다.